# مخلف (لباس)
المِخْلَف هو لباس علوي للنساء، ويتكون من جزأين مثلثين منتهيين، ولكل منهما شريطة. ويغلق عن طريق تداخل القطعتين وربط الشريطتين خلف الظهر أو على طول الجانب، حسب الطول. الشكل المثلث للجوانب يجعل عنق الثوب على شكل حرف V.